# Ристана Лалчевска
Ристана Лалчевска (на македонска литературна норма: Ристана Лалчевска) е политичка от Северна Македония.

## Биография
Родена е през 1963 година в град Охрид, днес Северна Македония. Завършва Юридическия факултет на Скопския университет. Работи като юрисконсулт в охридското поделение на фонда за пенсионно и инвалидно осигуряване на Социалистическа Република Македония. Член на Либералната партия. Народен представител в петото Събрание на Република Македония (2006–2008). Заедно със Стоян Андов внася закон за отваряне на досиетата и създаване на комисия за лустрация в РМ. 
На 31 юли 2014 г. по предложение на нейната партия и на депутатката Роза Топузова-Каревска е избрана за член на комисията за лустрация (Комисията за проверка на фактите на РМ).